# (1315) Bronislava
(1315) Bronislava es un asteroide perteneciente al cinturón exterior de asteroides descubierto por Sylvain Julien Victor Arend el 16 de septiembre de 1933 desde el Real Observatorio de Bélgica, Uccle.

## Designación y nombre
Bronislava fue designado inicialmente como 1933 SF1.
Más adelante se nombró en honor de la religiosa polaca Bronislava (c.1203-1259).

## Características orbitales
Bronislava orbita a una distancia media del Sol de 3,205 ua, pudiendo alejarse hasta 3,455 ua. Tiene una inclinación orbital de 7,072° y una excentricidad de 0,07777. Emplea en completar una órbita alrededor del Sol 2096 días.